# Кућа Радомира Вујанца
Кућа Радомира Вујанца у Градцу потиче из средине XIX века и једна је од најстаријих кућа у околини. Кућа више не постоји и на њеном месту су видљиви само темељи који су потпуно зарасли у коров. Завод у Краљеву не поседује техничку документацију тако да реконструкција споменика културе није могућа.

## Карактеристике
Изузев неких мањих интервенција у унутрашњости зграде, задржала је своје првобитне карактеристике. Грађена је на косом терену са подрумом у нижем делу. Зидови подрума и приземља су од грубо обрађеног камена, а четвороводни кров покривен је шиндром. Унутрашњост је била подељена на кућу и собу.Отворено огњиште смештено је уз зид собе. Подрум је зидн грубо тесаним каменом, а призмени, стамбени део, је од нешто финијег камена. Својом старошћу, начином градње и обликом, кућа представља аутентичан пример народне архитектуре XIV века на овом подручју. Овај објекат је стављен под заштиту државе као споменик културе.